# Paddle to the Sea
Paddle to the Sea ist ein kanadischer Kurzfilm von Bill Mason aus dem Jahr 1966.

## Handlung
Am Lake Nipigon schnitzt der Junge Kyle im Winter eine Indianerfigur, die in einem Kanu sitzt. Er bemalt die Figur, beschwert die Kanu-Unterseite mit Blei und schnitzt in den Bootsrumpf „Paddle to the Sea“ als Name des Werks sowie „Please put me back in the water“ („Bitte setzt mich ins Wasser zurück“). Er hofft, dass „Paddle to the Sea“ durch das Gefälle des Wassers langfristig bis zum Atlantik schwimmen kann – eine Reise, die er selbst nie antreten könnte.
Kyle setzt „Paddle to the Sea“ im Frühjahr mit der Schneeschmelze aus und die Figur schafft es bis zum Sommer zum Lake Superior, wo der Indianer Wildtiere und Waldbrände erlebt und verbleibt, bis der Winter kommt. Im nächsten Frühjahr wird er aus Versehen von einem Jungen geangelt, jedoch zurück ins Wasser gesetzt. Er schafft es bis Detroit, erlebt das Feuerwerk des Unabhängigkeitstages und den Dreck der Abwässer. Er übersteht die Niagarafälle und den Herbst in einem Reservat. Über eine Schleuse gelangt er schließlich ins Meer, wo er Monate später von Fischern in einem Netz gefangen, jedoch wieder dem Meer übergeben wird. So landet er am Ende bei einem Leuchtturmwärter, der ihn neu bemalt und anschließend erneut ins Meer wirft.

## Produktion
Paddle to the Sea beruht auf einem Kinderbuch von Holling C. Holling aus dem Jahr 1941. Der Film wurde vom National Film Board of Canada produziert und erstmals am 3. Mai 1966 in Kanada aufgeführt. Erzähler ist Stanley Jackson.

## Auszeichnungen
Paddle to the Sea wurde 1968 für einen Oscar in der Kategorie Bester Kurzfilm nominiert.